# Década de 550
Séculos: (Século V - Século VI - Século VII)
Décadas: 500 510 520 530 540 - 550 - 560 570 580 590 600
Anos: 550 - 551 - 552 - 553 - 554 - 555 - 556 - 557 - 558 - 559